# Tabanus toumanoffi
Tabanus toumanoffi är en tvåvingeart som beskrevs av Philip 1960. Tabanus toumanoffi ingår i släktet Tabanus och familjen bromsar.
Artens utbredningsområde är Kambodja. Inga underarter finns listade i Catalogue of Life.